# 椋梨藤太
椋梨 藤太（むくなし とうた）は、日本の武士･長州藩士。長門国の萩に生まれた。諱は景治。

## 来歴
小早川氏庶流で、小早川隆景死後に毛利氏家臣となった椋梨氏の分家出身。家格は遠近附士で禄高は49石。嘉永3年（1851年）に密用方から政務座役に抜擢され、長州藩の重役になる。長州藩校、明倫館に深く関わっている。幕末の長州藩において、中川宇右衛門とともに保守佐幕派（俗論派）の代表的人物であった。長州藩の改革派（のち、正義派）の村田清風・周布政之助・桂小五郎らの陣営と藩内の主導権争いを繰り広げた。嘉永6年（1853年）に政務座役を辞任させられ、周布政之助に実権を奪われるが、安政2年（1855年）に再び実権を掌握した。安政5年（1858年）、熊毛郡代官に転じ、万延元年（1860年）までつとめた。
元治元年7月19日（1864年8月20日）禁門の変で暴走した正義派の壊滅後、俗論派として、同月から始まる第一征長後では幕府への恭順を訴え、周布政之助を失脚させ、奇兵隊はじめ諸隊へ解散令を出し、益田親施・福原元僴・国司親相三家老を切腹させて、幕府へ謝罪。そして政敵である周布を自害へと追い込み、正義派の面々を大量に処刑していった。
しかし、この粛清に危機感を募らせた高杉晋作・伊藤俊輔らが元治元年12月15日（1865年1月12日）に功山寺で決起（功山寺挙兵）、諸隊を編成して下関から萩へと進撃し、慶応元年（1865年）1月の絵堂の戦いによって形勢は逆転、但馬に潜伏していた桂小五郎が帰国して、長州の藩論を再び、武備恭順・尊王・破約攘夷・倒幕路線に統一するに及び椋梨藤太は失脚、同年2月に岩国藩主・吉川経幹を頼って逃亡した。
椋梨藤太は逃亡したものの、海が荒れたため行き先を変更せざるを得なくなり、最終的には津和野藩領内で捕らえられた。そして5月、息子の中井栄次郎らとともに萩の野山獄において処刑された。
討幕派側の取調べの際に、「私一人の罪ですので、私一人を罰するようにお願いします」と懇願しており、「斬首」の形で死んだのは椋梨のみであった。ただし、実際には同時期に中川宇右衛門も切腹させられているほか、小倉五右衛門・岡本吉之進もその際に自決している。

## 登場作品
- 花神 - 1977年NHK大河ドラマ、演：内田稔
- 奇兵隊 - 1989年日本テレビ年末時代劇スペシャル演：長門裕之
- 花燃ゆ - 2015年NHK大河ドラマ、演：内藤剛志